# Batalla d'Almosala
La batalla d'Almosala, de 1145 fou una de les batalles de la Revolta contra els almoràvits.

## Antecedents
En plena revolta contra els almoràvits, Ahmad ibn Hamdin al-Taglibí, governant de la República de Qurtuba va al respondre al missatge dels murcians en què li demanaven parer respecte al successor a l'emirat de Mursiyya que havien de donar a la mort d'Abu al-Hayy, els va enviar de governador Abd Al·làh ats-Tsagri, mentre designaven cadí a Ibn Abi Ya'far al-Jusani. Una segona versió afirma que el mateix Ahmed Saif ed-Dawla Zafadola va enviar a Abd Al·làh ats-Tsagri, que es trobava a Conca, a encarregar-se del comandament de Madina Mursiyya, proclamant la sobirania de Zafadola, que fou reconegut emir de Mursiyya a mitjans de febrer de 1145,
Al cap de poc de governar ats-Tsagri va ser deposat i empresonat pel cadí Ibn Abi Ya'far al-Jusani, que va reconèixer la sobirania de Zafadola, qui va apoderar-se després d'un setge d'Oriola, que estava en mans dels almoràvits. La seva absència va ser aprofitada pels partidaris d'ats-Tsagri, que el van alliberar, reposant la seva autoritat, però de nou fou deposat per Ibn Abi Ya'far, havent de retirar-se amb els seus a Conca, abandonant el setge de Xàtiva que havia començat. En ser de nou deposat ats-Tsagri va reprendre el seu atac contra Xativa, havent de desistir i tornant a Alacant.
Zafadola, que lluitava contra els almoràvits al setge de Granada on ja estaven reduïts a l'alcassaba des d'on feien freqüents sortides contra les tropes assetjants, que van arribar a patir en les accions obstinades, entre altres pèrdues, el fill d'Imad ed-Dawla i el governador de la plaça, Abenadha, va demanar el suport d'Ibn Abi Ya'far, qui es va dirigir a Granada el setembre de 1145.

## Batalla
La host d'Ibn Abi Ya'far al-Jusani es componia d'uns 12.000 homes entre infanteria i cavalleria i es trobava molt propera a reunir-se amb l'exèrcit assetjador d'Ahmed Saif ed-Dawla, quan els almoràvits van sortir de la medina i van caure sobre ells d'improvís en el lloc dit l'Almosala el setembre de 1145, on es va donar la batalla en la qual Ibn Abi Ya'far va morir.

## Conseqüències
Finalment Ahmed Saif ed-Dawla va aixecar el setge de Granada, que va quedar en mans de Zafadola, però després de la seva derrota a la batalla d'Almosala va caure en mans almoràvits fins a la seva caiguda en mans dels almohades l'1148.
Les tropes d'Ibn Abi Ya'far al-Jusani van tornar a Alacant, i quan la seva mort es conegué a conegut a Madina Mursiyya fou nomenat Abu 'Abd al-Rahman Muhammad ibn Tahir, que es va afanyar a proclamar la sobirania de Zafadola però aviat es va declarar independent i va donar el comandament de les seves tropes al seu germà Abubéker, sent atacat per un exèrcit enviat contra ell per Ahmad ibn Hamdin de Qurtuba, que comptava també amb partidaris a Mursiyya, però sense aconseguir apoderar-se d'aquesta ciutat, tot i repetir l'atac. Tanmateix, el descontentament dels seus súbdits corria potser encoratjat pels parcials de Zafadola, de manera que van decidir buscar el suport d'Abd Al·làh ibn Iyad